# Yeah Samake
Niankoro Yeah Samake (nacido el 27 de febrero de 1969) es un emprendedor social y político de Ouelessebougou, Mali. Samake es el director ejecutivo de la Fundación Empower Malí, el actual alcalde de Ouelessebougou, Vicepresidente de la Liga de Alcaldes de Malí, y fue candidato en las elecciones presidenciales de Malí 2013.

## Primeros años y educación
El octavo de los 18 niños nacidos de Tiecourafing Samake quien tenían tres esposas, Niankoro Yeah Samake nació en el pequeño pueblo de Ouelessebougou, donde él y su familia vivían en una pobreza tan profunda que Samake recuerda cómo su madre ataba los estómagos de Samake y sus hermanos para aliviar su hambre. A pesar de sus circunstancias materiales, su padre Tiecourafing insistió en que todos sus hijos reciban una educación, no queriendo que sufrieran la oscuridad del analfabetismo.

## Política
Debido a su trabajo en el desarrollo, Samake llegó a ser bien conocido y respetado en Malí. En 2009, Samake relata cómo el actual alcalde, que ya había estado en el poder durante 10 años, busca la reelección para un tercer mandato.
En este momento menos del 10% de la población de Ouelessebougou pagaba sus impuestos y salarios estaban atrasados por detrás de los 6 meses. Samake se postuló para el cargo de alcalde de Ouelessebougou bajo la Unión para la República y la Democracia (URD). Ouelessebougou abarca 44 aldeas. El nombre de Samaké figuraba en la parte superior de una lista de 23 candidatos para los puestos de concejales. Samake ganó con el 86 por ciento de los votos.